# 사하위끄
사하위끄(예멘 아랍어: سحاوق)는 예멘의 고추 페이스트이다. 예멘 유대인을 통해 이스라엘에 전해져 이스라엘에서도 즐겨 먹으며, 스후크(히브리어: זחוק)라 불린다.

## 사진 갤러리

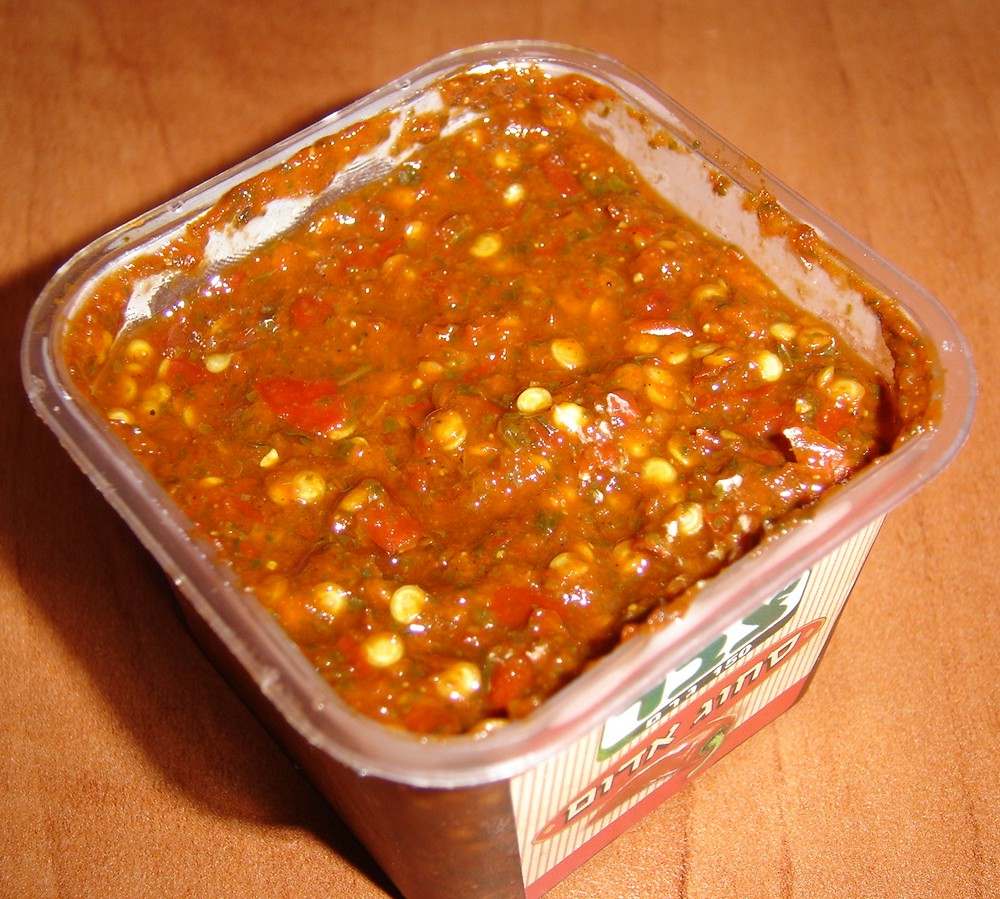
홍고추 스후크
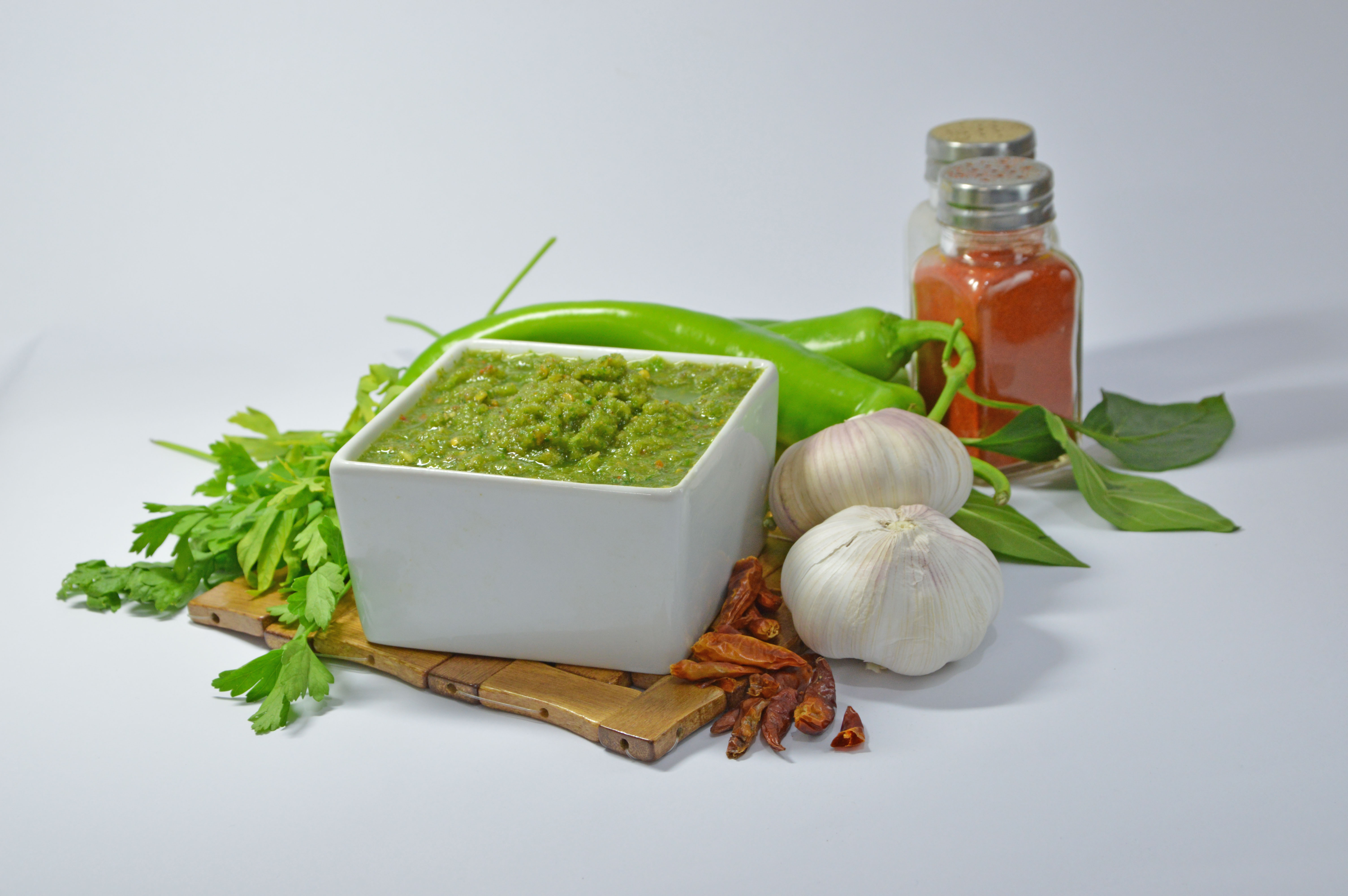
풋고추 스후크

## 같이 보기
- 고추장
- 아지카
- 하리사